# 涂旦
涂旦（1454年—？），字卿元，江西南昌府豐城縣人，匠籍，明朝政治人物。

## 生平
江西鄉試第八名舉人。成化二十三年（1487年）中式丁未科會試第二百五十七名，二甲第四十九名進士。弘治元年十月擢兵科給事中，八年三月升户科右，九年七月升本科左，奉命查盘四川粮储，十年十一月升禮科都，十二年四月因太僕寺少卿楊瑛事下狱，赎杖还职，十月升湖廣布政司左參政，正德四年被劉瑾罚米三百石，升雲南右布政使，四年五月升湖廣左布政使，五年八月被旗校刘升告发贪污，被黜为民。

## 家族
曾祖涂國昇；祖父涂永載，封監察御史；父涂觀，知府。母徐氏（贈安人）；繼母朱氏（封安人）。严侍下。兄涂昇（知縣）。弟涂景（舉人）。